# Jude Ellison S. Doyle
Jude Ellison Sady Doyle (11 de junio de 1982) es un autor feminista estadounidense.

## Carrera
En 2005, Doyle se graduó de Eugene Lang College. Fundó el blog Tiger Beatdown (un juego de palabras en referencia a Tiger Beat) en 2008. Concluyó en 2013. Su crítica de 2010 a Liz Lemon en Tiger Beatdown fue citada con frecuencia. Alyssa Rosenberg, escribiendo para ThinkProgress en 2011, criticó la crítica de Doyle en Tiger Beatdown ese año sobre la violencia sexual en Game of Thrones. 
Doyle es un autor feminista; su primer libro, titulado Trainwreck: The Women We Love to Hate, Mock, and Fear... and Why (2016), abordó las formas en que la sociedad, y especialmente los medios de comunicación, han construido (y destacado) y luego derribado a mujeres que desafiaron las normas sociales a lo largo de la historia, particularmente clasificándolas como "locas" y "desastres". Su segundo libro, Dead Blondes and Bad Mothers: Monstrosity, Patriarchy, and the Fear of Female Power, sobre el patriarcado, los monstruos y el horror de ser mujer, se publicó en agosto de 2019 y trata sobre los roles a los que la sociedad suele empujar a las mujeres y las formas en que se las ve como monstruos.
Doyle contribuyó con "La patología de Donald Trump" a la antología de 2017 Nasty Women: Feminism, Resistance, and Revolution in Trump's America, editada por Samhita Mukhopadhyay y Kate Harding, y con el artículo "Nowhere Left to Go: Misogyny and Belief on the Left" a la antología de 2020 Believe Me: How Trusting Women Can Change the World, editada por Jessica Valenti y Jaclyn Friedman, además de contribuir a Rookie – Yearbook One (2012), Rookie – Yearbook Two (2014) y The Book of Jezebel: An Illustrated Encyclopedia of Lady Things (2013). Doyle también editó y escribió la introducción de Marilyn Monroe: The Last Interview: and Other Conversations (2020).
Doyle fue redactor de In These Times y Rookie, y también escribió para otros medios, entre ellos The Guardian, Elle, The Atlantic y NBCNews.com. Doyle ha escrito extensamente sobre la agresión sexual y el abuso misógino que muchas mujeres enfrentan en línea, que Doyle también ha padecido. En 2020, publicó la comedia de terror adolescente Apocalipsis 1999 or The Devil in Jenny Long, ofreciéndola como descarga gratuita a través del sitio web del libro. Escribió el cómic MAW, que fue una serie de terror de cinco números, cuyo último número salió en enero de 2022. El cómic fue lanzado por Boom! Studios.
Su pieza "The Healed Body", sobre In My Skin, forma parte de la antología It Came from the Closet: Queer Reflections on Horror, publicada el 4 de octubre de 2022. También trabajó en el libreto del musical Queen of Hearts sobre la entrevista de Martin Bashir con Diana, Princesa de Gales; el musical se estrenó el 20 de octubre de 2022. Doyle escribió la serie de cómics de historias de terror The Neighbors, publicada por Boom! Studios en 2023. Fue uno de los escritores del cómic Hello Darkness #1, publicado por Boom! Studios en julio de 2024. Su historia para ese cómic se llamó "Contagious".

## Actividades en redes sociales
En 2010, Doyle inició la campaña #MooreandMe contra el rechazo de Michael Moore a las acusaciones de violación hechas contra Julian Assange. En 2011, Doyle creó el hashtag #mencallmethings como una forma de promover el debate sobre el abuso sexista que sufren las escritoras en Internet. Ese mismo año, Doyle recibió el primer premio de medios sociales del Women's Media Center. En 2013, Kurt Metzger tuvo un feudo con Doyle y Lindy West a través de Facebook y Twitter durante una defensa del humor sobre violación.

## Vida personal
Doyle es bisexual, de género no binario, y transgénero, y usa los pronombres he/him y they/them (equivalentes a los pronombres «él» y «elle» en español). Escribió que en abril de 2022 se sometió a una cirugía superior. Declaró que fue agredido sexualmente, y que su padre abusó de él y casi lo mató a él, a su madre y a su hermano. Doyle también mencionó tener trastorno de estrés postraumático. Doyle tiene un marido y una hija.